# دار الأيتام الخيرية
دار الأيتام الخيرية، من الدور التي أُنشئت في مكة المكرمة.

## مؤسس الدار
صاحب فكرة تأسيس الدار هو مهدي المصلح مدير الأمن العام السابق، وقد عمل معه على تحقيقها العقيد علي جميل، حيث أُفتتحت عام 1355هـ حين التحق بها ما يقارب خمسين طفلاً حيث تتراوح أعمارهم ما بين الثامنة والثانية عشر.

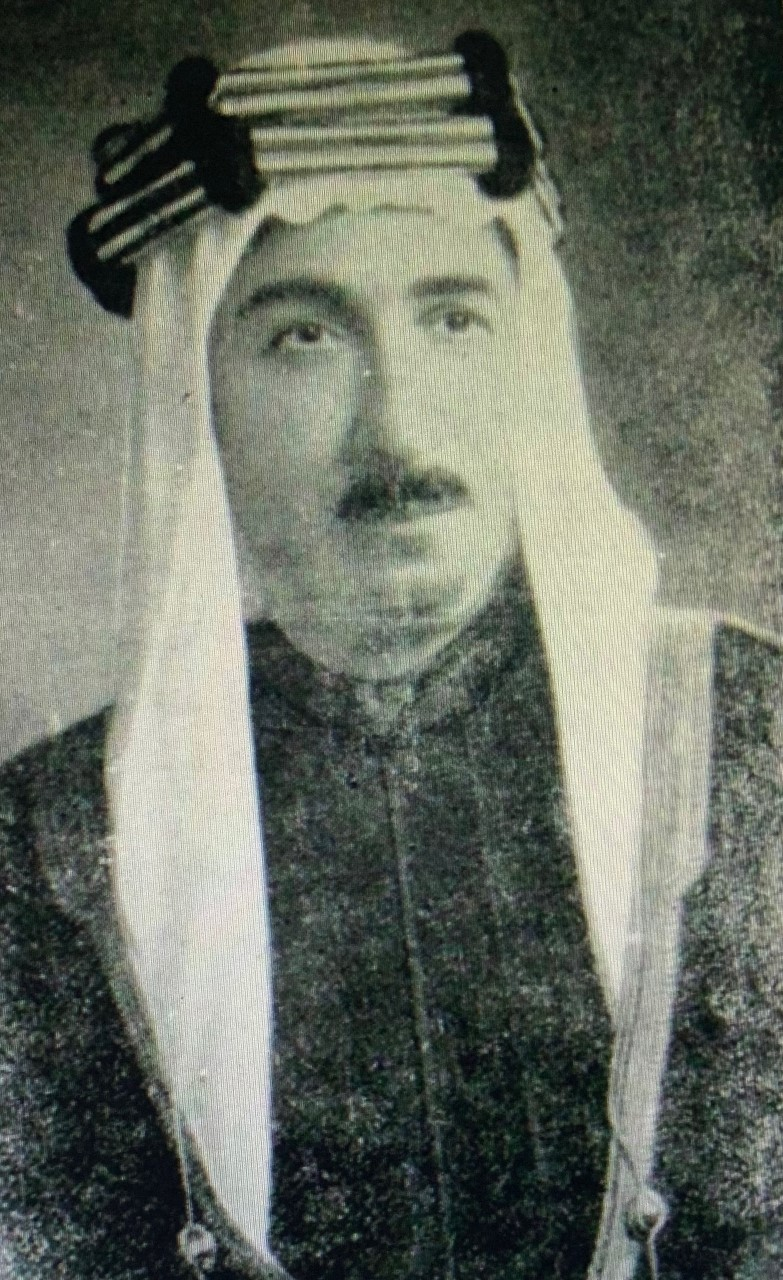
صاحب فكرة إنشاء الدار مهدي بك الصالح
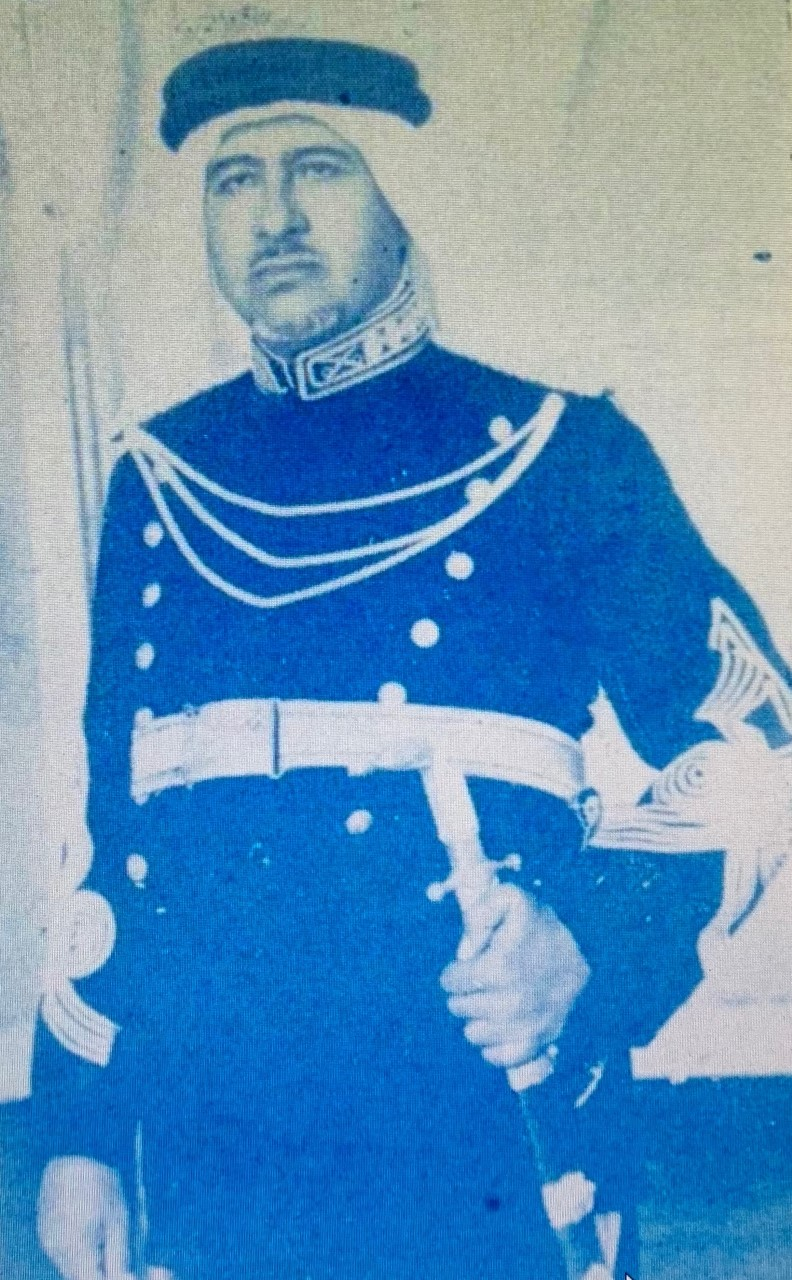
رئيس المجلس الإداري للدار علي بك جميل

## مقر الدار
كان مقر الدار في بداياتها في إحدى البنايات المستأجرة، ثم خُصص لها بناية في أجياد مكونة من دورين، وقد أفتتحها الملك عبدالعزيز بعد حج عام 1357هـ، ثم بُني بعد ذلك طابق ثالث وافتتحهُ الملك في حج عام 1359هـ.

## الإشراف على الدار
أشرفت على الدار هيئة إدارية، وقد شُكلت عام 1356هـ برئاسة مهدي المصلح، وعضوية كل من محمد سرور الصبان، ومحمد شطا، وعلي جميل، وعبدالوهاب آشي، وعبد القادر أبو الخير، وظلت هذه الهيئة الإدارية حتى عام 1366هـ، حتى حل محلها مجلس إداري يترأسهُ محمد سرور الصبان، وقد ضم المجلس علي جميل نائباً للرئيس، إلى جانبه ثلاثة أعضاء هم: صالح قزاز، عبد الله باحمدين، ومحمد لبنى، وفي عام 1374هـ شكل مجلس جديد من خمسة أعضاء برئاسة علي جميل، والاعضاء محمد سعيد العامودي رئيس تحرير مجلة الحج، وأحمد محمد جمال عضو مجلس الشورى، وفؤاد رضا عضو مجلس الشورى، ومحمد فدا مدير منطقة الطائف التعليمية.، وقد تمكن طلابها من الدخول للاختبارات النهائية للمرحلة الابتدائية آنذاك، وقد تخرج من المدرسة أول فوج حاصل على الشهادة الابتدائية عام 1360هـ، ثم توالت الأفواج بعد ذلك.

## أبرز الأحداث التي مرت بها الدار
لعل أبرز نجاح لدار الأيتام من الناحيتين الأجتماعية والتعليمية حين أتخذ الملك عبد العزيز قرار خيري مبارك الذي يقضي بضم إدارة وميزانية دار الأيتام الأهلية بالمدينة المنورة، حيث كانت تعاني من ضعف في إمكانياتها المادية نتيجةً لندرة الجهود الذاتية والتبرعات المقتصرة على أعيان وتجار المدينة، إلى دار الأيتام بمكة المكرمة تحت إدارة سلطان مهدي. حتى تتكاتف الجهود وتنطلق مثل غيرها من الدور كمدرسة الأيتام الأهلية التي تأسست في الرياض عام 1357هـ، وقام بتأسيسها محمد السناري بتوجيهٍ من الأمير منصور بن عبدالعزيز آل سعود حيث كانت هذه الدار مرتبطة بمدير الشرطة آنذاك علي جميل، وفي العام الذي يليه توسعت المدرسة حين ضُمت إلى جانب مدرسة الأمير منصور بن عبد العزيز في مدرسة واحدة سُميت «المدرسة السعودية» وقد وضعت لها ميزانية واحدة من قبل القصر الملكي، وقد أُسندت رئاستها إلى مدير المعارف التي كان يمثلها عبد الملك طرابلسي، ومن الناحية المالية كانت تابعة لإدارة القصور الملكية التي كان يمثلها محمد الجار الله، وقد أُلغيت هذه المدرسة حينما أفتتح معهد الملك سعود للتربية والصناعة عام 1377هـ، وضم طلاب هذه المدرسة إلى المعهد مع تهيئة القسم الداخلي للطلاب.

## موظفو الدار
- قسم المحاسبة رئيس المحاسبة عبد القادر أبو الخير، وأمين الصندوق محمد العلمي، وكاتب المحاسبة بالوكالة صالح صخيري.
- الإدارة المدير محمود قاري، والمعاون صالح صخيري، والكاتب صديق سندي.
- قسم المستودع المأمور عبد الرزاق سندي، والكاتب علي باشماخ، ومأمور المشتريات محمد عبد الله خميس.
- قسم الدراسة مدير المدرسة زبير الرفاعي، والمعلمون خالد عبده، ومحمد موسى، وحسين عبد المجيد، ومحمد محي الدين، وباشاناجي، ومحمد عطية الفرا، وعلي طلبه، ومحمد عبد الله خميس.
- قسم المراقبة مراقب الأعمال العامة الشيخ صالح بن حامد، والمساعد علي هزاع.
- قسم الطهو الطاهي صديق أحمد مغربي، والمعاون عبد الكريم شرف الدين، ومراقب الطهو عبد القادر عبد الله إلى جانب عشرة مراقبين يتناوبون المراقبة ليلاً ونهاراً.
- قسم الغسيل والكي غسال وكواء إسماعيل حافظ، وسليمان نوفل، إلى جانب سبعة موظفين يقومون بالنظافة والصيانة.[9]

## موارد الدار
كانت المدرسة تعتمد في مصروفاتها على المحسنين، ثم شيئاً فشيئاً أخذت التبرعات تقل تدريجياً منذ عام 1371هـ، وقد خصصت لها الحكومة مساعدة مالية تُقدر بمائة ألف ريال ابتداءً من عام 1375هـ، وفي عام 1382هـ ألحقت الدار بوزارة العمل والشؤون الاجتماعية وأصبحت تُعرف بدار التربية الاجتماعية، والهدف من هذه الخطوة حتى تقوم برعاية الأطفال التي حُرمت من حنان الوالدين.

## خدمات الدار
- المأكل والملبس
- المبلغ المالي الشهري
- التوجيه المهني للأطفال، حيث توجه بعضهم لمركز التدريب المهني، والبعض الآخر لمدرسة التربية النموذجية بالرياض
- إشراك الأطفال في الحفلات والندوات، والنشاطات الرياضية المتعددة ككرة القدم وكرة الطاولة، وإصدار الصحف الحائطية.[11]

## شروط القبول
- أن يكون الطالب فقيراً ويتيم الأب

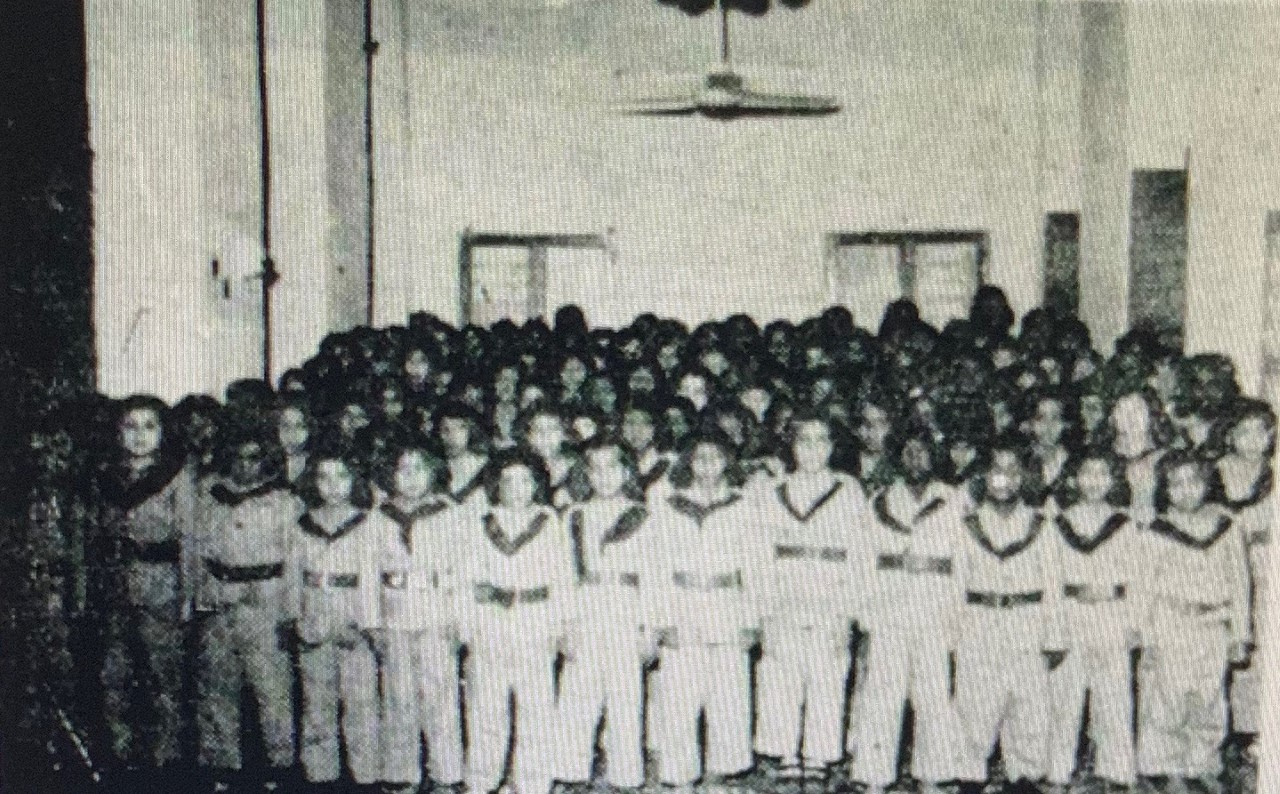
طلبة دار الايتام بلباسهم الرسمي

- أن لايقل سنه عن أربع سنوات، ولايزيد عن خمسة عشر سنة
- أن يكون يحمل الجنسية السعودية
- أن يكون سليماً من الأمراض المعدية
- على ولي الأمر أن يوقع عند التحاق الطالب على بنود من أهمها: عدم خروج الطالب للزيارة الأسرية إلا مرة واحدة في الأسبوع، وأن يدرس في الدار سبع سنوات، ولا يمكن له أن يخرج قبل إتمام الدراسة وإن خرج؛ فولي أمره يتحمل دفع النفقات، وحيث أن الدار ليست مسؤولة عن هرب الطالب.[12]

## المواد الدراسية في الدار
من أبرز المواد التي تُدرس في الدار هي:
- القرآن الكريم
- التجويد
- الفقه
- التوحيد
- الحديث
- المحفوظات
- الإنشاء
- التاريخ
- الحساب
- الخط
- الإملاء
- الجغرافيا
- القواعد وتشمل النحو والصرف
- الهندسة
- الرياضة البدنية.[13]

## انظر ايضاً
- دار الأيتام
- مكة المكرمة
- عبد العزيز آل سعود

## وصلات خارجية
- الأيتام.. والذكريات..وصدى السنين الخوالي.